# Liberté (ferry)
Pour les articles homonymes, voir Biladi et Liberté (homonymie).
Le Liberté est un ferry construit de 1979 à 1980 par les Chantiers Dubigeon-Normandie de Nantes pour la SNCM. Mis en service en juin 1980 sur les lignes internationales entre la France, l'Algérie et la Tunisie, il est le premier mais sera aussi le seul navire de la compagnie spécialement conçu pour ce réseau. En 1991, il bénéficiera d'importants travaux de rénovations et sera notamment allongé d’environ 25 mètres. Vendu en décembre 2002 à la compagnie marocaine Comarit et rebaptisé Biladi (arabe : بلادي, Biladi) , il est mis en service en avril 2003 entre le Maroc et la France. Désarmé à Sète en janvier 2012 en raison de la faillite de son armateur, il y reste immobilisé jusqu'à sa vente aux enchères le 6 mai 2013 à un armateur grec qui le revend à la casse. Il est démoli aux chantiers turcs d'Aliağa la même année.

## Histoire

### Origines et construction
À sa création, la Société nationale maritime Corse-Méditerranée (SNCM) hérite d'une exploitation déclinante sur les lignes vers l'Algérie et la Tunisie, notamment en raison de la décision du gouvernement français de réguler l'immigration venant de ces deux pays à compter de 1972 mais aussi de la volonté du gouvernement algérien de suspendre l'émigration l'année suivante. À cette période également, l'Algérie, via la Compagnie nationale algérienne de navigation (CNAN), achète ses premiers car-ferries auprès d'armateurs japonais, et inaugure ainsi l’El Djazair le 1er juillet 1973 et le Tassili le 1er octobre suivant, confirmant l'ambition des autorités algériennes de participer au trafic passagers et véhicules. Cette volonté sera également partagée par la Tunisie qui affrètera en 1975 le ferry Tipasa de la CNAN sur la ligne Tunis - Marseille, favorisant l'implantation de la Compagnie tunisienne de navigation (CTN) qui mettra en service en 1978 son premier navire neuf, le Habib, qui connaîtra un succès immédiat. Enfin, l'essor de la concurrence aérienne appliquant une politique de promotion tarifaire intéressante en faveur des travailleurs maghrébins constitue un facteur également.
En conséquence, le nombre de passagers transportés par la flotte française va connaître une chute vertigineuse, passant de 369 000 en 1972 à 93 000 passagers en 1979. Le nombre de traversées diminue également face à la CNAN qui aligne jusqu'à sept car-ferries en service, dont cinq en propriété avec l'arrivée des nouveaux Tipasa, Zeralda et Hoggar, achetés quasiment neufs à la compagnie japonaise Nippon Car Ferry. Face à cette flotte performante, l'outil naval de la SNCM apparaît comme vieillissant, inadapté et offre un nombre de places insuffisant. De plus, la flotte exploitée sur ce réseau a été réduite année après année, tout d'abord avec le retrait du car-ferry Avenir fin 1975 puis avec le transfert du Provence sur la Corse à partir de 1977. Seul le Roussillon assure sans discontinuité le service du réseau libre, mais malgré sa capacité garage augmentée en 1975, le navire se révèle inadapté et son exploitation inévitablement déficitaire. Face à cette situation préoccupante, la SNCM se met à la recherche d'une solution. Après avoir envisagé l'abandon de ces liaisons, il en est finalement conclu que ce fonds de commerce doit être maintenu. Dans cette optique, la direction soumet aux instances de l'État un projet de remplacement du Roussillon par un navire neuf spécifiquement conçu pour les lignes du Maghreb. L'État, sensible à ce que le pavillon français soit représenté sur cet axe, acceptera de verser une aide financière pour la construction du navire.
La commande du navire est passée le 30 novembre 1978 aux chantiers Dubigeon, ayant précédemment livré à la SNCM le ferry Napoléon en 1976 et s'affairant à ce moment à la construction du Cyrnos. Il s'agit là de la deuxième commande de car-ferry de la compagnie. Spécialement conçu pour les liaisons avec le Maghreb, contrairement à ses prédécesseurs de la CGTM affectés sur les deux réseaux, le navire intègre les spécificités de ces lignes là avec notamment la séparation des classes Cabine et Économique. Beaucoup moins capacitaire que les unités dédiées aux lignes de la Corse, il présente cependant des caractéristiques similaires et dispose d'un confort équivalent à celui d'un navire tel que le Napoléon. La mise sur cale a lieu à Nantes le 5 juin 1979. Baptisé Liberté, le navire est lancé le 5 décembre 1979. Après plusieurs mois de finitions, le navire réalise ses essais à la mer dans le secteur de Belle Île durant lesquels la vitesse de 22,34 nœuds est atteinte, du 7 au 10 mai 1980 ainsi que le 3 juin. Une fois sa construction achevée, le Liberté est livré à la SNCM le 10 juin 1980.

### Service

#### SNCM (1980-2003)
Le 30 mai 1980, le Liberté quitte Nantes à 3h30 pour rejoindre l'enceinte des Chantiers de l'Atlantique où il entre en forme N°1. Des travaux sont alors effectués au niveau des hélices et des safrans. Le 2 juin à 22h30, le car-ferry, sous les ordres du commandant Manifacier, quitte Saint-Nazaire pour Marseille, où il arrive le 6 juin suivant, salué par les rouliers Ardèche et Isère ainsi que les car-ferries Provence et Napoléon, présents dans le bassin de la Joliette. Une fois arrivé à son port d'attache, le navire entre directement en forme 7, pour subir un sablage de sa carène. Le baptême du Liberté a lieu le 19 juin, au môle J1, poste 82, en présence de nombreuses personnalités. Le père Igor Vassilieff, délégué diocésain à la pastorale des réalités du tourisme et des loisirs, bénit le navire et prononce une homélie, avant que la marraine du navire, Jacqueline François-Poncet, épouse du ministre des affaires étrangères, Jean François-Poncet, baptise le navire à 11h00 au son de la Marseillaise, jouée par la musique de l'Armée de l’air. À l'issue de cette cérémonie, un apéritif est donné à bord, suivi d'un déjeuner officiel dans un hôtel. Le jour même, le Liberté quitte Marseille pour son voyage inaugural à destination de Tunis. Sa première arrivée au port de La Goulette a lieu le lendemain à 17h30. Le navire effectuera par la suite son premier toucher à Alger le 24 juin. En plus de sa principale affectation sur les lignes du Maghreb, le Liberté sera également employé de manière occasionnelle sur les lignes de la Corse au départ de Marseille et de Toulon en période estivale. Sa première escale sur l'île de Beauté s'effectue à Bastia le 27 juin.
Le 29 novembre, alors qu'il effectue une traversée entre Marseille et Tunis avec à son bord 267 passagers, le navire essuie une violente tempête qui le contraint dans un premier temps à mettre le cap sur la Sardaigne. En début d'après-midi, le vent s'accentue et la mer est grosse. Accusant un important roulis, le Liberté, dont c'est la première tempête, réduit alors sa vitesse à 19 nœuds déploie ses stabilisateurs, ce qui ne fait qu'atténuer le problème. À 16h55, une puissante lame heurte le navire sur tribord, déclenchant un coup de roulis d'environ 40° faisant se désarrimer un camion et sa remorque qui écrase plusieurs voitures à l'intérieur du garage et provoquant le ripage des véhicules stationnés à l'arrière qui s'enchevêtrent les uns aux autres. Des passagers ont également chuté et sont légèrement blessés. Malgré un roulis toujours accentué, la suite du voyage se déroule sans incidents notables et le navire achève sa traversée en arrivant à Tunis à 12h50, le lendemain.
En 1988, la cheminée du navire est repeinte aux nouvelles couleurs de la SNCM. Cette même année, du 26 au 29 décembre, il est affrété pour convoyer la caravane de la 10e édition du Rallye Dakar. Il quitte à cet effet Marseille le 27 décembre pour rejoindre Barcelone, où la caravane est embarquée, puis fait route vers Tunis.
En 1990, en prévision de la saison estivale, le Liberté est repeint avec la nouvelle livrée de la SNCM. À cet effet, le navire se voit paré d'une bande bleue turquoise le long des hublots du pont D et la marque commerciale « SNCM Ferryterranée » est ajoutée sur ses flancs, à l'origine vierges de toute inscription. Plus tard la même année, entre le 23 septembre et le 8 octobre, le car-ferry est exceptionnellement affecté aux liaisons régulières à destination de la Corse afin de pallier l'absence de l’Estérel et du Corse, réquisitionnés par la Marine nationale pour convoyer des militaires dans le Golfe persique dans le cadre de l'opération Daguet. Tout comme le Napoléon, le Liberté, n'étant équipé que de deux moteurs principaux, n'a pas la préférence de la Marine nationale, privilégiant l'emploi de navires à quatre moteurs.
En ce début des années 1990, les liaisons vers le Maghreb représentent un axe stratégique majeur pour la SNCM qui possède des parts importantes sur ce marché. Cette activité est alors très rentable et en parfaite complémentarité avec l'exploitation des lignes de la Corse, comme en témoigne l'affectation des navires surnuméraires, initialement dédiés à la continuité territoriale. Enfin, ceci permet à la SNCM de se diversifier et ainsi disposer d'une activité secondaire en cas d'un retournement de conjoncture sur la Corse. Dès 1990 cependant, la compagnie constate un accroissement du nombre de passagers sur ces lignes, notamment en raison du dynamisme démographique et de l'expansion économique de l'Algérie et de la Tunisie, mais aussi d'une forte affluence des touristes européens, désireux de qualité de prestation accrue. La SNCM se doit donc de faire face à l'évolution et à la croissance du trafic en adaptant sa flotte, tout comme ses partenaires algériens et tunisiens. Quelques années auparavant, la mise en service du nouveau Danielle Casanova sur la Corse avait permis le transfert partiel du Napoléon sur le Maghreb en été ainsi que le déploiement occasionnel de l’Estérel ou du Corse, permettant ainsi d'absorber une partie de cette hausse du trafic. Les prévisions pour 1991 font cependant état d'une augmentation très importante et la flotte de la SNCM se révèle insuffisante pour proposer d'autres voyages supplémentaires. La compagnie se voit alors contrainte d'accroître les capacités de transport de la flotte affectée aux lignes du Maghreb, et ce, dans les plus brefs délais, sous peine de risquer à terme d'être évincée de ce secteur. Plusieurs solutions sont alors envisagées, telles que le remplacement du Liberté par un navire neuf ou d'occasion ou une jumboïsation du navire similaire à celle envisagée pour le Cyrnos. Le recours à l'achat d'un navire d'occasion est immédiatement écarté en raison des prix élevés et des coûts supplémentaires qu'engendreraient les transformations du navire pour l'adapter aux lignes. Pour la commande d'un navire neuf, le projet est mis à l'étude et les caractéristiques retenues font état d'un navire de conception voisine à celle du Normandie de la compagnie bretonne Brittany Ferries, construit tout comme ce dernier par les chantiers finlandais Masa Yards, disposant d'une capacité de 2 120 passagers et 620 véhicules, et dont la livraison interviendrait en 1992. Ce projet ne verra cependant jamais le jour et le choix de la direction se portera finalement sur l'allongement du Liberté, permettant d'augmenter sa taille, sa capacité ainsi que son confort et s'avérant moins coûteux tout en offrant un délai de disponibilité plus court.

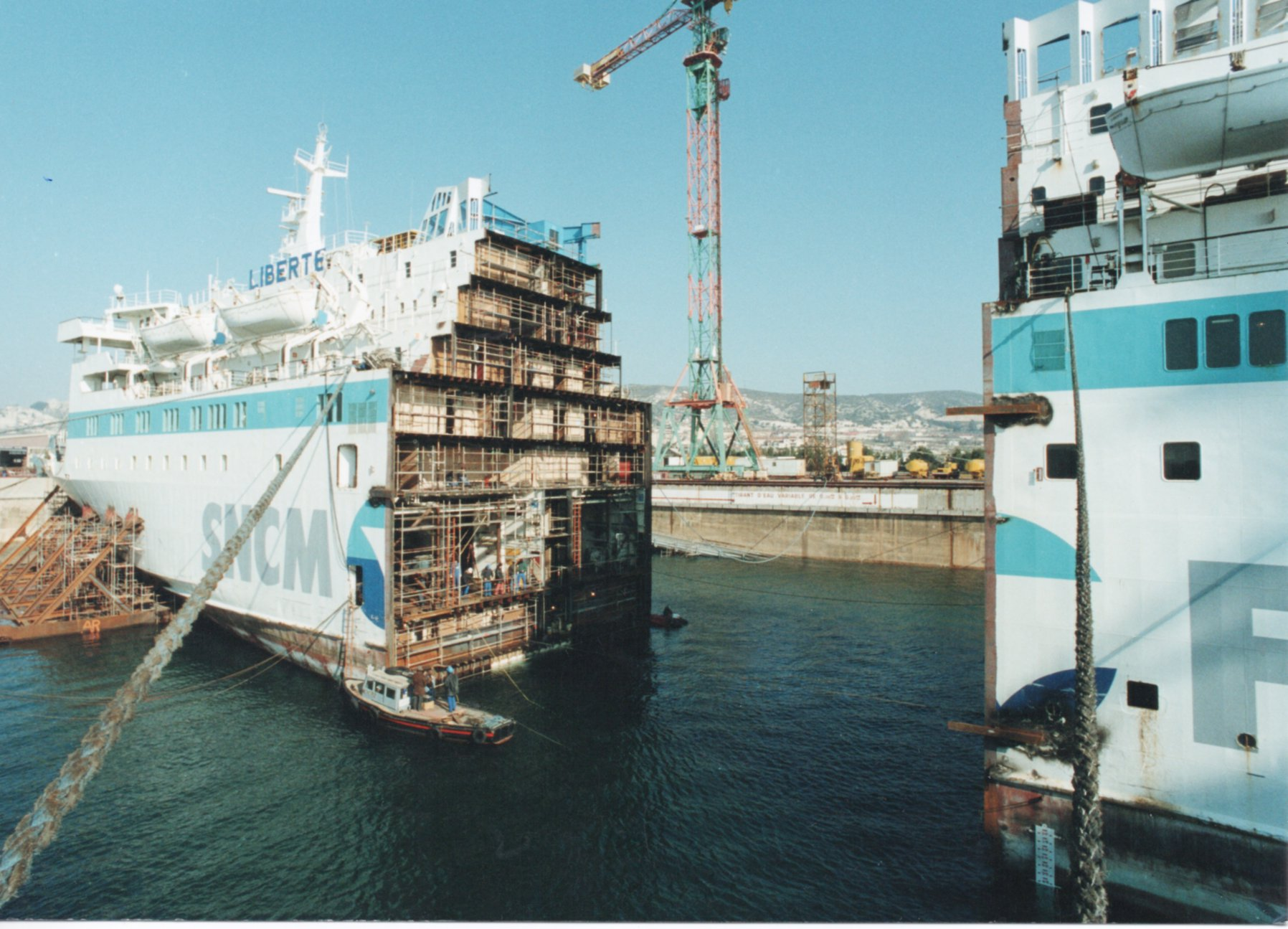
Le Liberté coupé en deux durant l'opération de jumboïsation.

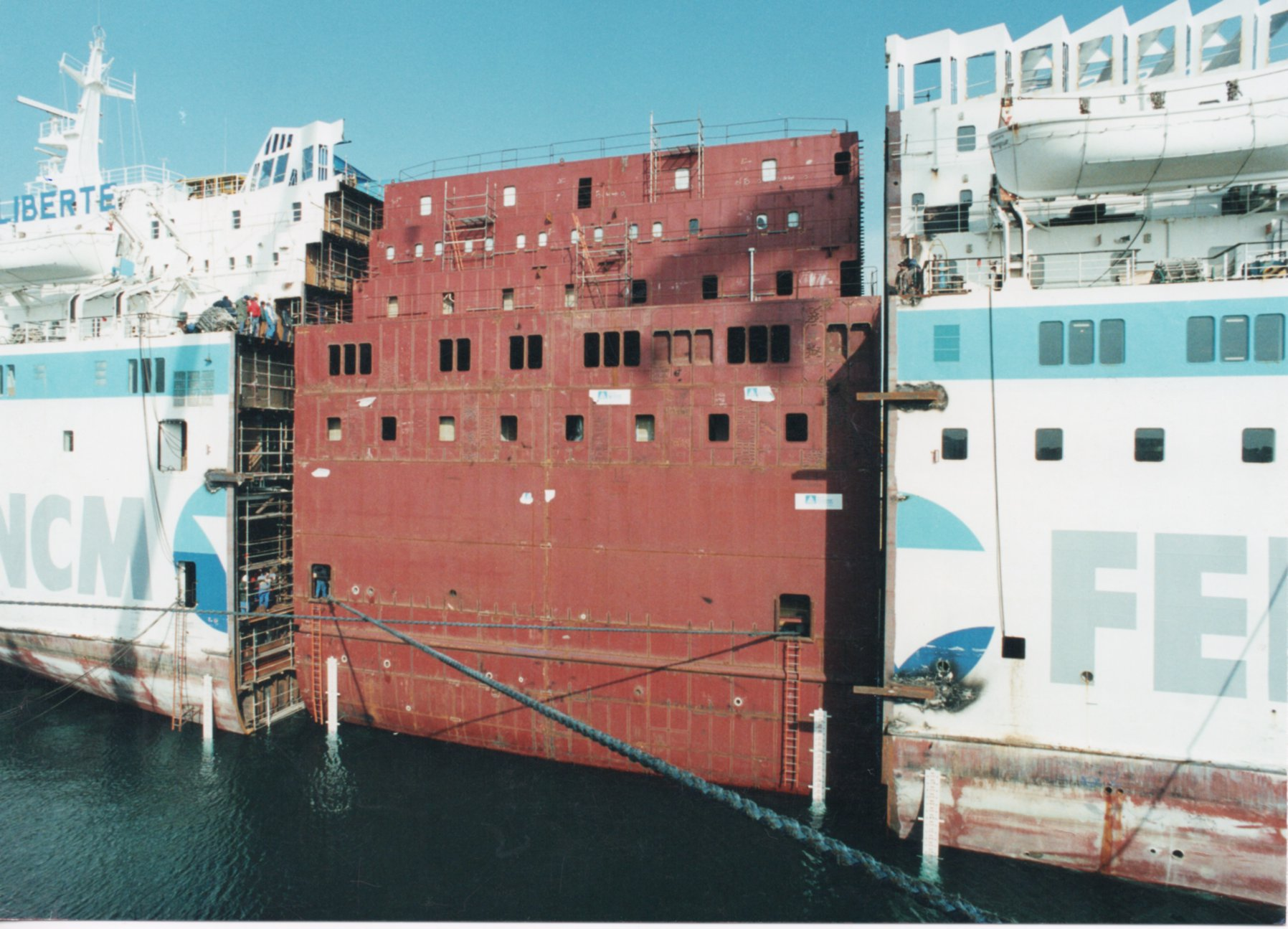
Insertion du bloc supplémentaire entre les deux sections d'origine de la coque.

Une fois le projet validé par la direction, un appel d'offres est lancé en mai 1990 auquel répondent les chantiers allemands Lloyd Werft et la Compagnie marseillaise de réparation (CMR). Après de longues négociations, les chantiers marseillais l'emporteront, notamment grâce à l'intervention d'élus locaux désireux que la transformation s'effectue à Marseille, une partie des travaux sera par ailleurs financée par le ministère de l’Industrie. Ce chantier dispose également d'une certaine expérience dans les opérations de jumboïsation, celui-ci ayant réalisé les travaux sur l'ancien Cyrnos, rebaptisé à l'occasion Île de Beauté. Le contrat est signé avec la CMR le 17 août 1990. Le Liberté est mis à la disposition des chantiers le 4 novembre 1990 et les travaux débutent le 29 janvier 1991. Acheminé dans la forme 10 de Mourepiane, en même temps que le nouveau tronçon de la coque construit par l'entreprise Sud Marine, le navire est coupé en deux entre le 29 janvier et le 10 février. Une fois les deux sections séparées, le tronçon est adjoint à la partie avant le 13 février puis l'ensemble est raccordé à la partie arrière le 1er mars. Le 19 mars, le Liberté, allongé de 21,90 mètres, sort de la forme 10. Le chantier se poursuit avec la réfection des aménagements intérieurs effectuée par la Phocéenne de Travaux. Les locaux existants sont modernisés, la salle à manger est agrandie et un centre de conférences ainsi qu'une nouvelle galerie marchande sont aménagés au sein de la nouvelle section de la coque. À l'issue des travaux, le navire réalise une série d'essais en mer le 27 et le 28 mai, ainsi que le 3 juin puis est livré ce même jour. Il entreprend par la suite son premier voyage commercial sous sa nouvelle apparence le 7 juin 1991 à destination de Tunis sous les ordres du commandant Godini.
À l'issue des premiers mois d'exploitation, il apparaît que le retour du Liberté sur ses lignes habituelles était attendu. La nouvelle configuration du navire est appréciée de la clientèle et les retours sont très élogieux. La jumboïsation du navire a également permis d'améliorer la stabilité. La perte de vitesse est peu importante, mais les difficultés de manœuvre sont accrues.
Le 23 décembre 1991, le Liberté est de nouveau affrété afin de convoyer les participants du Rallye Dakar. La caravane embarque ainsi à Sète et le navire appareille le 24 décembre à 2h45 à destination de la Libye. Accompagné par le Corse, il atteint Misrata le lendemain à 23h38, après une traversée marquée par de très mauvaises conditions météorologiques.
Le 8 janvier 1992, le navire participe aux commémorations du 50e anniversaire du naufrage du paquebot Lamoricière de la Compagnie générale transatlantique. Le Liberté se rend à l'occasion au large des îles Baléares, sur les lieux mêmes de la disparition pour une cérémonie du souvenir avec à son bord des familles de disparus, ainsi que quelques survivants.
Quelques mois plus tard en octobre, le navire est affrété par les autorités afin de convoyer 712 militaires et 100 véhicules vers Civitavecchia. Le car-ferry est ainsi dérouté vers Toulon, où il arrive le 24 octobre à 6h00 puis appareille le même jour à 15h30, arrive le lendemain à Civitavecchia à 7h00 et regagne finalement Marseille.
En 1995, dans le contexte de la guerre civile algérienne, la SNCM décide de suspendre les liaisons entre Marseille et Alger à partir du mois de mars pour raison de sécurité. Le 26 décembre 1994 déjà, la liaison avait été temporairement interrompue à la suite de la prise d'otages du vol 8969 Air France. Ces événements vont alors avoir des conséquences sur l'exploitation du Liberté durant les mois qui suivent. Ainsi, durant la saison estivale, le navire effectue cinq allers-retours sur la Corse, tous à destination de L'Île-Rousse. En septembre, à la suite du renforcement des dispositifs de sécurité au sein des terminaux du port de Marseille avec l'installation de portiques de détection, il est annoncé que le navire est susceptible de reprendre les traversées vers l'Algérie. Le 11 octobre, le trafic vers Alger est rétabli et le navire, sous surveillance militaire, quitte Marseille à 12h30, avec un retard important dû a des contrôles rigoureux, et arrive à Alger le lendemain à 11 h 0. Le car-ferry retourne à Marseille le 13 octobre. Le voyage s'est effectué en présence policière à bord. Dans un premier temps, le nombre de départs sera volontairement limité à trois par mois, depuis Marseille les 11, 17 et 24 octobre, puis les 7, 21 et 28 novembre. La réouverture définitive de la ligne sera finalement décidée à la suite d'une réunion en date du 12 janvier 1996 avec les représentants du Ministère de l'Intérieur.
Cette même année 1995, le Liberté a servi de cadre à deux reprises pour des émissions de France Télévisions, l'une titrée Le Liberté, le bateau de la Tunisie, diffusée sur La Cinquième et une autre dans le cadre de l'émission Geopolis sur France 2 ayant pour thème la Phenicie d'hier à travers la Tunisie d'aujourd'hui. À cette occasion, une démonstration de l'utilisation d'un astrolabe et la présentation de cartes marines anciennes sont effectuées par le second capitaine Lionel Gouesigoux.
Le 24 avril 1996, dans le port d'Alger, le navire est approché par deux objets flottants non identifiés apparaissant et disparaissant le long de la coque. Par mesure de sécurité, deux grenades anti-plongeurs sont lancées par les autorités algériennes et une inspection de la coque est réalisée. Lors de son retour sur Marseille, le Liberté est survolé à trois reprises par un hélicoptère de la Marine nationale qui ne décèlera aucune anomalie.
Plus tard cette même année, le navire sera affrété par la Marine nationale et réalisera une sortie en mer du 20 au 21 octobre dans le cadre de l'exercice Estérel 96 consistant en une prise d'otage d'un navire à passagers par un groupe terroriste. Après des négociations menées par une cellule de crise basée à terre représentant les autorités gouvernementales, l'assaut final par des militaires à partir d'embarcations rapides et des hélicoptères est donné et les terroristes sont neutralisés.
Au cours d'un arrêt technique effectué entre mars et avril 1998, quelques modifications sont effectuées au niveau de la partie arrière du navire. Dans l'optique de la mise en place de la classe unique en remplacement des classes Cabine et Économique, le local de la cafétéria de la classe Économique est agrandi au détriment du pont extérieur couvert situé à l'arrière et une partie de l'installation devient un bar. À cette même période cependant, la direction de la SNCM fait le constat que la flotte en service sur le Maghreb doit être renouvelée. Ainsi, la compagnie prévoit d'affecter le Danielle Casanova sur la Tunisie en remplacement du Liberté à partir de la saison 2002, dès lors que le futur cruise-ferry Méditerranée aura pris le relais sur les lignes de la Corse.
À l'occasion de sa dernière escale  à Tunis le 22 juin 2002, une petite cérémonie est organisée à laquelle sont conviés les partenaires tunisiens et l'Ambassadeur de France. Quelques jours plus tard, le 3 juillet le navire réalise sa dernière visite en Corse à l'occasion d'une traversée exceptionnelle entre Marseille et Bastia en remplacement du récent Danielle Casanova dont la mise en service a été repoussée de quelques jours. Il assure par la suite, pour sa dernière saison, la desserte exclusive de l'Algérie en remplacement du Napoléon. Le 1er septembre, le Liberté, en provenance d'Alger, arrive à Marseille à 14h00 et achève sa dernière traversée pour le compte de la SNCM. Le navire est ensuite conduit à La Seyne-sur-Mer et désarmé en l'attente d'un acquéreur. En décembre 2002, il est cédé à la compagnie marocaine Comarit qui avait fait l'acquisition, un an plus tôt, du Napoléon.

#### Comarit (2003-2013)

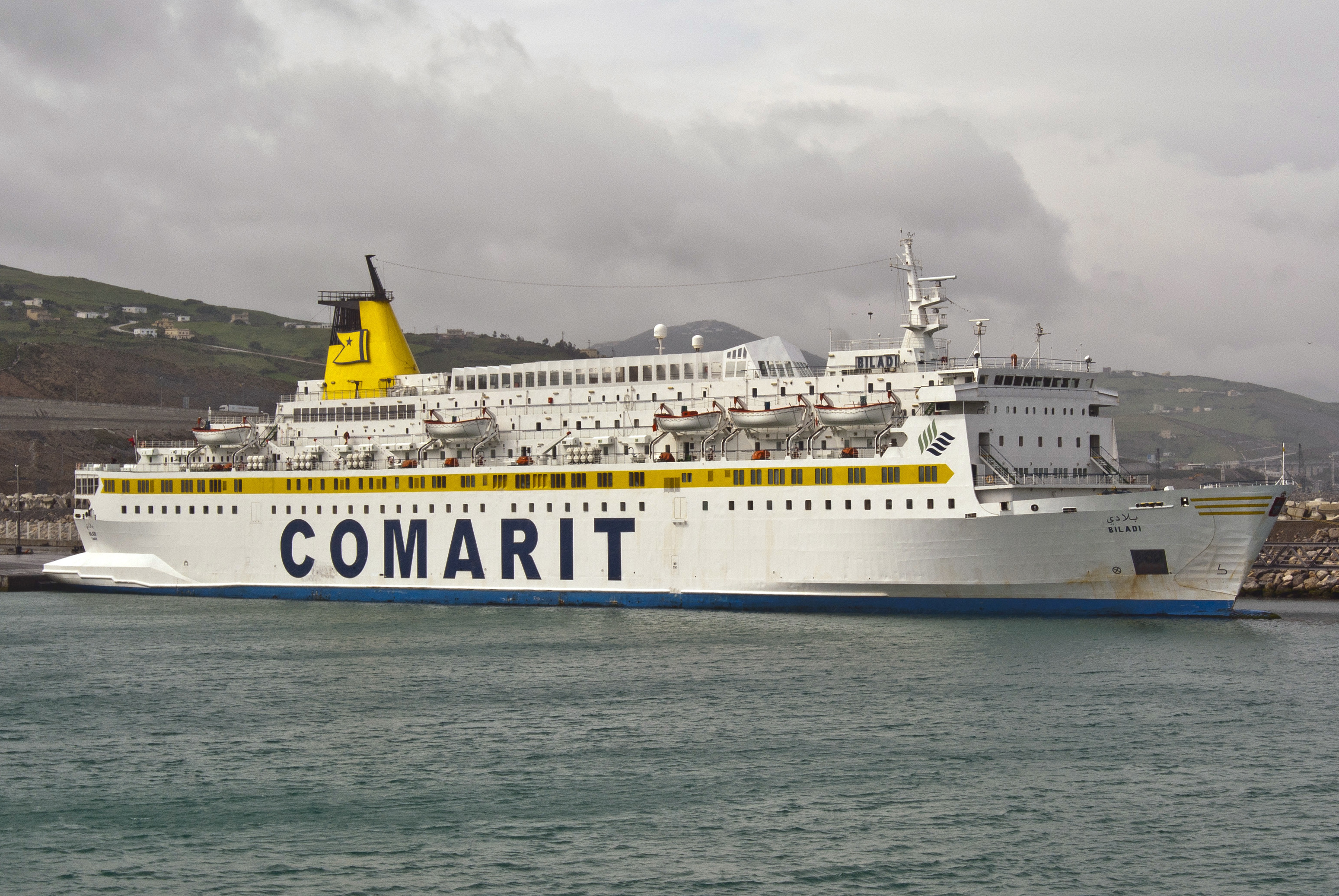
Le Biladi amarré au port de Tanger Med en 2011.

Livré le 27 janvier 2003 à son nouvel armateur, le navire effectue un passage en cale sèche à Marseille afin de subir divers travaux, effectués par la CMR durant le mois de février. Renommé Biladi, il entre en service sous ses nouvelles couleurs le 7 avril 2003 sur la ligne Tanger - Sète.
En 2012, la compagnie Comarit a de graves problèmes financiers, qui se concluent par la saisie à la suite d'une procédure judiciaire de toute sa flotte le 6 janvier. Le Biladi est alors immobilisé à Sète. En juin 2013, il est vendu aux enchères et acquis par un armateur grec pour 1 million d'euros alors que la mise à prix était de 1,6 million d'euros. Ce dernier le revend finalement au chantier de démolition turc d’Aliağa où il est échoué le 24 juillet 2013 et démoli durant l'été.

## Aménagements
Le Liberté possédait 11 ponts. Au début de sa carrière, ces ponts étaient désignés par ordre alphabétique du plus haut jusqu'au plus bas. Après la jumboïsation du navire, en 1991, ils seront finalement désignés par numérotation classique. Les installations des passagers occupaient la totalité des ponts 6 et 5 ainsi qu'une partie des ponts 7 et 2. L'équipage était pour sa part logé dans la totalité du pont 8 ainsi qu'une partie du pont 7 et l'état-major avait ses quartiers au pont 9. Les ponts 3 et 4 étaient quant à eux entièrement consacrés au garage.

### Locaux communs
Les passagers du Liberté étaient, à sa mise en service, séparés en deux classes, la classe Cabine, réservée aux touristes et aux passagers plus aisés, et la classe Économique, empruntée principalement par les travailleurs algériens et tunisiens. Contrairement aux navires employés sur les lignes de la Corse, cette séparation était stricte et s'appliquait également aux parties communes.
Les installations de la classe Cabine étaient majoritairement situées sur le pont D et comprenaient un bar-salon doté d'une piste de danse situé à la proue du navire et pouvant accueillir 276 personnes, une salle à manger de 225 couverts situé au milieu du navire du côté bâbord, une salle de téléconférence de 150 places, avec possibilité de conversion en cinéma, située vers la proue du navire du côté bâbord. Le navire proposait également aux passagers de la classe cabine une boutique située non loin du bar-salon et un grand solarium abrité du vent situé au pont le plus haut du navire dénommé T.
Lors des travaux de jumboïsation du navire, de 1990 à 1991, certaines installations de la classe Cabine subissent d'importants changements, le restaurant du navire est agrandi après la suppression de cabines sur le pont 6, portant sa capacité de 225 à 290 personnes, le bar-salon est agrandi au détriment de la salle de conférence dont la partie restante est transformée en une installation inédite nommée salon bridge, la salle de conférence est quant à elle réaménagée dans un nouvel espace faisant partie du bloc ajouté où a également été aménagé une galerie marchande qui remplace la boutique qui est supprimée, permettant l'extension du bar-salon.
Les passagers de la classe Économique n'avaient pas accès aux installations de la classe Cabine mais avaient à leur disposition, à l'arrière du pont D, une vaste brasserie-self-service, faisant également office de salon et pouvant accueillir 275 passagers. Une petite boutique était située à proximité. Lors des travaux de jumboïsation, une salle de cinéma est ajoutée à la place des cabines du pont 6. Plus tard, en 1998, la brasserie est transformée en bar lorsque la séparation des classes sur les lignes du Maghreb est abandonnée.
Lors de son exploitation par la Comarit sous le nom de Biladi, la décoration intérieure du navire est en partie modifiée mais les locaux conservent leurs disposition originale, la seule modification apportée par la Comarit au niveau des installations est l'ajout d'un bar extérieur en 2005 sur le pont 8.

### Cabines
Les passagers de la classe Cabine avaient à leur disposition des cabines privatives, avec ou sans salle de bains, situées aux ponts C, D et E. la plupart de ces cabines offraient une vue mer et d'autres ne possédaient pas de hublot. Après la jumboïsation du navire, certaines cabines des ponts 7 et 8 servant initialement à loger les membres de l'équipage sont intégrées aux locaux passagers.
Les passagers de la classe Économique étaient logés dans des compartiments disposant de places assises sur le pont E et possédant des couchettes sur le pont H situé sous les garages. Quelque temps après la mise en service du navire, un petit salon de 86 fauteuils est ajouté au pont E à la place de certains compartiments. Lors de la jumboïsation du navire, deux vastes salons fauteuils, faisant tous deux partie de l'extension, sont ajoutés au pont H, qui devient au même moment le pont 2. Des sanitaires étaient situés à proximité des compartiments.

## Caractéristiques
À sa mise en service, le Liberté mesurait 141 mètres de longueur pour 21,90 mètres de largeur et son tonnage était de 13 511 UMS. Le navire avait une capacité initiale de 1 088 passagers répartis en deux classes et était pourvu d'un garage pouvant contenir 453 véhicules répartis sur deux ponts, accessible par deux portes rampes, une à la proue et une à la poupe. La propulsion du Liberté était assurée par deux moteurs diesel Pielstick 18PC2/5V développant une capacité de 17 222 kW faisant filer le navire à une vitesse de 21,5 nœuds. Le navire disposait de dix embarcations de sauvetage ouvertes, huit de taille moyenne et deux de petites taille. En 1991, le Liberté est jumboïsé, ses caractéristiques se voient alors modifiées, ainsi, sa longueur est portée à 164,4 mètres et son tonnage passe de 13 511 à 19 182 UMS, sa largeur n'est en revanche pas modifiée. Sa capacité passagère passe de 1 088 à 1 604 personnes et la capacité du garage passe de 440 à 500 véhicules. La jumboïsation du navire entraine l'ajout d'une embarcation de secours semi-rigide ainsi que de radeaux de sauvetage. En 2005, sous le nom de Biladi, le navire s'est vu adjoindre à la poupe des stabilisateurs appelés familièrement « queue de canard ».

## Lignes desservies
Sous les couleurs de la SNCM de 1980 à 2002, le Liberté était positionné toute l'année entre la France, l'Algérie et la Tunisie. Il réalisait sur cet axe deux traversées par semaine entre Marseille et Alger et une entre Marseille et Tunis. Au début de sa carrière, le navire effectuait parfois des traversées à destination de la Corse au départ de Marseille et Toulon en haute saison.
Lors de son service pour la compagnie Comarit de 2003 à 2012, le navire, renommé Biladi, effectuait les traversées entre le Maroc et la France sur les lignes Tanger - Sète et Nador - Sète.